# حلقة جذعية

مثال على حلقة جذعية للرنا.

حلقة جذعية (بالإنجليزية: Stem-loop)‏ وتعرف كذلك ببنية دبوس الشعر هو نمط ترابط قاعدي داخل الجزيء يمكن أن يظهر في سلسلة مفردة للدنا أو أكثر شيوعا في الرنا، تظهر هذه البنية حين تترابط قاعديا منطقتان من نفس السلسلة تكونان في الغالب متكاملتان  في تسلسل النوكليوتيدات لتشكيل لولب مزدوج ينتهي بحلقة غير مترابطة. البنية الناتجة هي وحدة بناء أساسية في العديد من بنيات الرنا الثانوية، وهي بنية ثانوية مهمة في الرنا لأنها توجِّه طي جزيئات الرنا، وتحمي الاستقرار البنيوي للرنا الرسول، وتوفر مواقع تعرف وارتباط للبروتينات المرتبطة بالرنا، وتعمل كركيزة لتفاعلات إنزيمية.